# Kefersteinia andreettae
Kefersteinia andreettae är en orkidéart som beskrevs av G.Gerlach, Neudecker och Seeger. Kefersteinia andreettae ingår i släktet Kefersteinia och familjen orkidéer. Inga underarter finns listade i Catalogue of Life.